# Get on Up: Historia Jamesa Browna
Get on Up: Historia Jamesa Browna (ang. Get on Up) – amerykański film biograficzny z 2014 roku w reżyserii Tate’a Taylora, wyprodukowany przez wytwórnię Universal Pictures.

## Fabuła
Film opisuje historię urodzonego w 1933 roku Jamesa Browna, który wychowywał się wśród biedoty Południowej Karoliny. Miał ciężkie dzieciństwo, doświadczył odrzucenia, przemocy, poprawczaka i więzienia. Dzięki talentowi oraz determinacji stał się jedną z najbardziej wpływowych postaci w historii muzyki. Pozbawiony zasad megaloman pnie się po szczeblach kariery, bez wahania poświęcając przyjaźń i kolegów z zespołu. Prostactwo i wybuchowy charakter artysty objawiają się w relacjach z kobietami. Te, z którymi James się styka, są bite i szantażowane.

## Obsada
- Chadwick Boseman jako James Brown
- Nelsan Ellis jako Bobby Byrd
- Dan Aykroyd jako Ben Bart
- Viola Davis jako Susie Brown
- Lennie James jako Joseph "Joe" Brown
- Fred Melamed jako Syd Nathan
- Jamal Batiste as John "Jabo" Starks
- Craig Robinson jakko Maceo Parker
- Jill Scott jako Deidre "Dee-Dee" Jenkins
- Octavia Spencer jako ciotka Honey Washington
- Josh Hopkins jako Ralph Bass

## Odbiór

### Krytyka
Film Get on Up: Historia Jamesa Browna spotkał się z pozytywną reakcją krytyków. W serwisie Rotten Tomatoes 79% ze stu sześćdziesięciu czterech recenzji filmu jest pozytywne (średnia ocen wyniosła 6,88 na 10). Na portalu Metacritic średnia ocen z 44 recenzji wyniosła 71 punktów na 100.